# ريج داونينج
ريج داونينج (بالإنجليزية: Reg Downing)‏ هو نقابي وسياسي أسترالي، ولد في 6 نوفمبر 1904 في توموت في أستراليا، وتوفي في 9 سبتمبر 1994 في غولبرن في أستراليا. حزبياً، نشط في حزب العمال الأسترالي. وقد انتخب عضو المجلس التشريعي نيو ساوث ويلز.